# Hypocacculus simillimus
Hypocacculus simillimus är en skalbaggsart som beskrevs av Vienna in Penati och Vienna 1993. Hypocacculus simillimus ingår i släktet Hypocacculus och familjen stumpbaggar. Inga underarter finns listade i Catalogue of Life.